# Alva Lewis
Alva Lloyd "Reggie" Lewis (ur. 16 kwietnia 1949 w regionie Manchester, zm. 4 lutego 2013 w Kingston) – jamajski gitarzysta i wokalista, jeden z prekursorów muzyki reggae, znany przede wszystkim jako członek zespołów The Upsetters oraz The Wailers.

## Życiorys
Urodził się i dorastał na wiejskich terenach regionu Manchester, jako najmłodszy spośród dziesięciorga rodzeństwa. Jako nastolatek został wysłany do stolicy kraju, by mieć możliwość edukacji. Zamieszkał na stancji mieszczącej się nad jednym z barów w dzielnicy Greenwich Farm. Gdy starszy brat przysłał mu ze Stanów Zjednoczonych półakustyczną gitarę Gibsona, samodzielnie uczył się grać na instrumencie, inspirując się brzmieniami dobiegającymi z parteru. Wkrótce zapoznał się z wykonującym muzykę rocksteady triem wokalnym The Melodians oraz innym popularnym wówczas wokalistą, Derrickiem Morganem. Dzięki tej ostatniej znajomości udało mu się nawiązać współpracę ze znanym producentem, Bunnym Lee, szwagrem Derricka Morgana. W roku 1967, należący do Lee label Caltone wydał debiutancki singel Lewisa jako wokalisty, zatytułowany "Return Home". W tym samym roku nakładem londyńskiej wytwórni Island Records inny jego utwór pt. "I'm Indebted" ukazał się na rynku brytyjskim. W roku 1968 Lee wydał kilka kolejnych singli Lewisa, z których najbardziej znane to "Lonely Still", "Revelation" oraz "She".
W październiku 1968 roku, wraz z zaprzyjaźnionym organistą Glenem "Capo" Adamsem, Lewis wziął udział w słynnej sesji nagraniowej dla Lee w należącym do Duke'a Reida Treasure Isle Studio, w trakcie której zarejestrowano jedne z pierwszych w historii nagrań reggae (m.in. Stranger Cole – "Bangarang", Slim Smith – "Everybody Needs Love", Pat Kelly – "If It Don't Work Out"). Wkrótce potem Lewis, Adams oraz bracia Aston Barrett (gitara basowa) i Carlton Barrett (perkusja) stworzyli wspólnie kwartet muzyków sesyjnych pod nazwą The Hippy Boys; koncertowali także jako samodzielna grupa, wokal dzielili wówczas Lewis i Adams. Wkład instrumentalistów w kilka hitowych singli nie uszedł uwadze ekscentrycznego producenta Lee "Scratcha" Perry’ego, który właśnie opuścił Studio One, wydawnicze imperium Clementa "Sir Coxsone'a" Dodda, i poszukiwał w związku z tym własnych muzyków sesyjnych. The Hippy Boys przeszli wówczas pod egidę Perry’ego, zmieniając jednocześnie nazwę na The Upsetters.
Jako członek The Upsetters, Lewis wziął udział w pierwszej w historii trasie koncertowej jamajskich instrumentalistów po Wielkiej Brytanii w listopadzie 1969 roku. Po powrocie z tournée grupa połączyła siły z triem wokalnym The Wailers (Bob Marley, Bunny Wailer, Peter Tosh). Lewis odszedł, wraz z Adamsem, z The Wailers po dwóch latach współpracy (1970-71) i kontynuował pracę muzyka sesyjnego. Jego grę usłyszeć można na niezliczonej ilości przebojów z pierwszej połowy lat 70. Począwszy od drugiej połowy dekady udzielał się muzycznie stopniowo coraz mniej, co postawiło go w trudnej sytuacji materialnej. Z opresji uratowała go w latach 80. wdowa po Bobie Marleyu, Rita Marley, która zaoferowała mu posadę strażnika ("gatemana") w należącej do majątku rodziny Marleyów rezydencji i kompleksie nagraniowym Tuff Gong. Zmarł po długiej chorobie w swoim domu na obrzeżach Kingston w lutym 2013 roku. Został pochowany w miejscowości Mile Gully w swoim rodzinnym regionie Manchester.